# Genaveld sapbekertje
Het genaveld sapbekertje (Hymenoscyphus umbilicatus) is een schimmel behorend tot de familie Helotiaceae. Hij leeft saprotroof op afgevallen twijgen van loofbomen, ook terrestrisch.

## Kenmerken

### Uiterlijke kenmerken
De apothecia hebben een diameter van 1 tot 3,5 mm. Het hymenium glad, citroengeel, donkerder aan de onderkant (sommige bronnen noemen geel of oranje van kleur). De steel is 1-2,5 mm lang, cilindrisch, taps toelopend richting de basis.

### Microscopische kenmerken
De asci zijn 8-sporig hebben een amyloide (J+) top. De ascosporen zijn cilindrisch, glad met guttules (meestal 2 grote en een enkele kleinere) en meten 13-16,5 × 4-4,5 μm.

## Verspreiding
In Nederland komt het gesnaveld sapbekertje matig algemeen voor. 